# Konrad Hofmann (Theologe)
Konrad Hofmann (* 27. Oktober 1890 in Markelsheim; † 17. Juli 1987 in Freiburg im Breisgau) war ein deutscher römisch-katholischer Theologe und Lexikograf.

## Leben und Wirken
Hofmann studierte an der Albert-Ludwigs-Universität Freiburg Geschichtswissenschaft und Katholische Theologie. 1913 promovierte er zum Dr. phil., 1914 schloss er sein Theologiestudium ab. 1919 begann er im Verlag Herder mit seiner lexikografischen Arbeit. 
Erster Höhepunkt seines Schaffens war die Schriftleitung des von Bischof Michael Buchberger seit 1929 herausgegebenen Lexikons für Theologie und Kirche. In Würdigung dieser Arbeit wurde er – seit 1955 Träger des päpstlichen Silvesterordens – im Jahre 1958 von der Freiburger Theologischen Fakultät zum Dr. theol. h. c. ernannt. Auch seine zahlreichen eigenen Arbeiten hatten zu dieser Auszeichnung beigetragen.
Er konnte seine lexikografische Arbeit abschließen und krönen als Chefredakteur der 5. Auflage des Konversationslexikons Der große Herder, das mit zehn Bänden in den Jahren 1952 bis 1956 erschien.
Hofmann wurde am 21. Juli 1987 auf dem Friedhof Bergäcker in Freiburg-Littenweiler beerdigt.

## Werke

### Schriftleitung
- Lexikon für Theologie und Kirche. Erste Auflage 1930–1938 [10 Bde]. In Verbindung mit Fachgelehrten und mit Konrad Hofmann als Schriftleitung herausgegeben und begründet von Michael Buchberger, Freiburg i.Br.: Herder 1930–1938.
- Das christliche Deutschland 1933–1945, Freiburg i.Br.: Herder 1945–1950.
- Der große Herder. Nachschlagewerk für Wissen und Leben, 10 Bände, Freiburg i.Br.: Herder 1952–1956, 5. Auflage.

### Herausgabe
- Seelsorge und kirchliche Verwaltung im Krieg. Gesetze, Verfügungen und Richtlinien. Sachlich zusammengestellt und mit Begleittext herausgegeben, Freiburg i.Br.: Herder 1940.

### Mitarbeit
- Andrea Lazzarini: Johannes XXIII. Das Leben des neuen Papstes. Aus dem Italienischen übertragen von Aenne Rusconi-Gerken. Für die deutsche Fassung mitverantwortlich: Konrad Hofmann, Freiburg i.Br.: Herder 1958.
- Andrea Lazzarini: Papst Paul VI. Sein Leben u. seine Gestalt. Aus dem Italienischen übertragen von Franz Johna. Für die deutsche Fassung mitverantwortlich: Konrad Hofmann, Freiburg i. Br.: Herder 1963.